# Le Meurtrier (film)
Pour plus de détails, voir Fiche technique et Distribution.
Le Meurtrier est un  film franco-germano-italien réalisé par Claude Autant-Lara, sorti en 1963.

## Synopsis
Un soir d'hiver, Melchior Kimmel tue sa femme, Hélène, sur une route de la Côte d'Azur. Bien que la police le soupçonne de l'avoir assassiné, il n'est pas arrêté par manque de preuves. Quelques mois plus tard, une autre femme, Clara Saccard, est retrouvée morte dans une station de bus. Cette fois-ci, le suspect est son mari, Walter, qui, par coïncidence, est un client de librairie appartenant à Kimmel. L'inspecteur Corby est convaincu que les deux meurtres sont liés mais comment ?

## Fiche technique
- Titre original : Le Meurtrier
- Réalisateur : Claude Autant-Lara
- Scénario : Jean Aurenche, d'après le roman du même nom de Patricia Highsmith (titre original The Blunderer)
- Dialogues : Pierre Bost
- Décors : Max Douy
- Photographie : Jacques Natteau
- Photographe de plateau : Yves Mirkine
- Son : Gérard Brisseau
- Musique : René Cloërec
- Montage : Madeleine Gug
- Production : Ralph Baum
- Sociétés de production : 
  -  Corona Filmproduktion GmbH
  -  Les Films Marceau, Cocinor, International Productions
  -  Sancro Film
- Sociétés de distribution : Cocinor, International Productions
- Pays de production :  France -  Allemagne de l'Ouest -  Italie
- Langue originale : français
- Format : Noir et blanc — 35 mm — 2,35:1 — son Mono
- Genre : Drame, thriller
- Durée : 104 minutes
- Dates de sortie 
  - France : 11 janvier 1963
  - Allemagne de l'Ouest : 13 février 1963
  - Italie : 26 février 1963

## Distribution
- Robert Hossein : l'inspecteur Corby
- Maurice Ronet : Walter Saccard
- Yvonne Furneaux : Clara Saccard
- Marina Vlady : Ellie
- Gert Fröbe : Kimmel
- Paulette Dubost : Hélène Kimmel
- Clara Gansard : la bonne
- Laurence Badie : la serveuse
- Jacques Monod : le commissaire
- Harry Meyen : Tony